# Renée Vivien
Pour les articles homonymes, voir Vivien.
Pauline Mary Tarn, alias Renée Vivien, est née le 11 juin 1877 à Londres et morte le 18 novembre 1909 dans le 16e arrondissement de Paris. Surnommée « Sapho 1900 », elle est une poétesse britannique de langue française aux multiples appartenances littéraires, relevant à la fois du Parnasse, du symbolisme, du préraphaélisme, et du romantisme tardif qu'est le naturisme à la Belle Époque.
Un prix annuel de poésie, le prix Renée-Vivien, a été créé pour lui rendre hommage.

## Biographie
Pauline Mary Tarn, dont le pseudonyme est Renée Vivien, est la fille d'une Américaine et d'un Britannique fortuné (John Tarn) qui meurt en 1886, lui laissant un héritage qui la met à l'abri du besoin. Après sa scolarité – au cours de laquelle elle se fait remarquer par son attachement (amical et « sororal ») à son amie Violet (ou Violette) Shillito (qui décédera en 1901) — faite d'abord à Paris, puis à Londres, elle revient, à sa majorité en 1899, s'établir à Paris dans un luxueux appartement situé au rez-de-chaussée du 23 de l'avenue du Bois de Boulogne donnant sur un jardin japonais. Elle voyage beaucoup à travers le monde, le Japon, Mytilène et Constantinople figurent au nombre de ses destinations préférées,. Elle vit une relation orageuse avec Natalie Barney, qu'elle quitte, trouvant ses multiples et quotidiennes infidélités accablantes, refusant même, à son retour des États-Unis, de la revoir. Natalie, qui ne se résignera jamais à cette séparation, fera des efforts acharnés jusqu'à la mort de Renée pour la reconquérir, envoyant des amis communs,, Pierre Louÿs notamment, plaider en son nom, ou lui adressant des fleurs et des lettres où elle lui demandait de revenir sur sa décision.
À partir de 1901, elle vécut une liaison stable qui dura plus de six ans avec la richissime baronne Hélène de Zuylen, mariée et mère d'une fille et d'un fils. Hélène lui apporte un équilibre émotionnel et une stabilité bénéfiques à sa création littéraire, tandis qu'elle apporte à la baronne, amoureuse de littérature, une collaboration avec elle sous le pseudonyme collectif de Paule Riversdale. L'attribution réelle de ces ouvrages est incertaine, mais les chercheurs pensent qu'ils ont été écrits uniquement par Renée Vivien ou au minimum en très grande partie par Renée Vivien. Les livres publiés sous le nom d'Hélène de Zuylen seraient, en réalité, dus à sa plume. Bien que la position sociale de la baronne de Zuylen fasse obstacle à une relation publiquement affichée, toutes deux voyagent souvent ensemble et poursuivent une liaison discrète de 1902 jusqu'en 1907. Les lettres de Renée à son confident, le journaliste et érudit Jean Charles-Brun (qu'elle appelle « Suzanne »), révèlent qu'elle se considère mariée à la baronne. Seules quelques lettres étaient jusque-là connues, les quelque 500 autres de la poétesse étant conservées depuis plus d'un siècle par la famille de Jean Charles-Brun. On peut désormais les découvrir dans un livre publié en 2020 par les éditions du Mauconduit : Lettres inédites à Jean Charles-Brun (1900-1909).
Alors qu'elle vit toujours avec la baronne de Zuylen, Renée Vivien reçoit la lettre d'une mystérieuse admiratrice stambouliote, Kérimé Turkhan Pacha, épouse d'un diplomate turc (probablement Turhan Hüsnî Pacha), d'où s'ensuit, quatre ans durant, une correspondance intense, passionnée, suivie de brèves rencontres clandestines. Bien qu'éduquée à la française, Kérimé vit selon la tradition islamique (cf. Lettres à Kérimé parues en 1998). Le départ en 1908 de Kérimé pour Saint-Pétersbourg, pour suivre son mari en poste, met un terme à leur liaison, un nouveau coup dur pour Renée. Terriblement affectée par les pertes qu'elle a subies, elle voit s'accélérer la détresse psychologique dans laquelle elle se trouve déjà. Elle s'adonne toujours plus à l'alcool.
Dans une perspective où l'homosexualité est associée à une maladie mentale classée dans les névroses et le péché, des auteurs d'ouvrages critiques tels que Martin-Mamy, Le Dantec, Kyriac et Brissac ont fait de Renée Vivien une femme du mal et de la damnation, perverse et libertine à la fin de sa vie, allant jusqu'à lui inventer une vie de débauches et d'orgies mariées à la consommation de cocaïne. Si rien de tout ceci ne fut vrai, de tels ouvrages attestent de la perversion et de la dégradation de l'image d'un auteur homosexuel, victime des différentes interprétations propres aux époques.
Il n'en demeure pas moins vrai que Renée Vivien a rencontré des problèmes de santé mentale (elle tente à plusieurs reprises de se suicider)  et d'addiction (au moins à l'alcool). Les faits sont les suivants :
Plongée dans une dépression suicidaire, elle refuse de se nourrir convenablement, facteur qui finit par contribuer à sa mort dont elle a une image romantique. Lors de son séjour à Londres en 1908, dans un moment de découragement extrême et profondément endettée, elle tente de se suicider au laudanum. Après ce suicide raté, elle contracte une pleurésie qui la laisse affaiblie après son retour à Paris. Souffrant d'une gastrite chronique due à des années d'abus d'alcool et d'hydrate de chloral, elle commence à refuser de s'alimenter. De multiples névrites lui paralysent les membres, et elle meurt au matin du 18 novembre, âgée de seulement 32 ans. Son décès serait attribué, à l'époque, à une « congestion pulmonaire », sans doute due à une pneumonie compliquée par l'alcoolisme et l'anorexie. Au sujet de cette première pathologie, Le Monde note que Renée Vivien faisait partie d'un groupe de femmes qui, comme d'autres, « buvaient comme pour prendre la parole contre un monde qui ne voulait pas d’elles, qui retournaient la violence de la société contre elles-mêmes ».
Enterrée dans le quartier où elle a vécu, au cimetière de Passy, sa tombe, située non loin de celle de Marie Bashkirtseff, est constamment fleurie, preuve que sa figure et son œuvre continuent de susciter une intense ferveur,.
Il est possible de lire cette fin de vie difficile par les yeux de son amie Colette, dans Le Pur et l'Impur, paru en 1932, ou dans les Souvenirs indiscrets de Natalie Clifford Barney parus en 1960, ou par Une soirée chez Renée Vivien de Marcelle Tinayre.

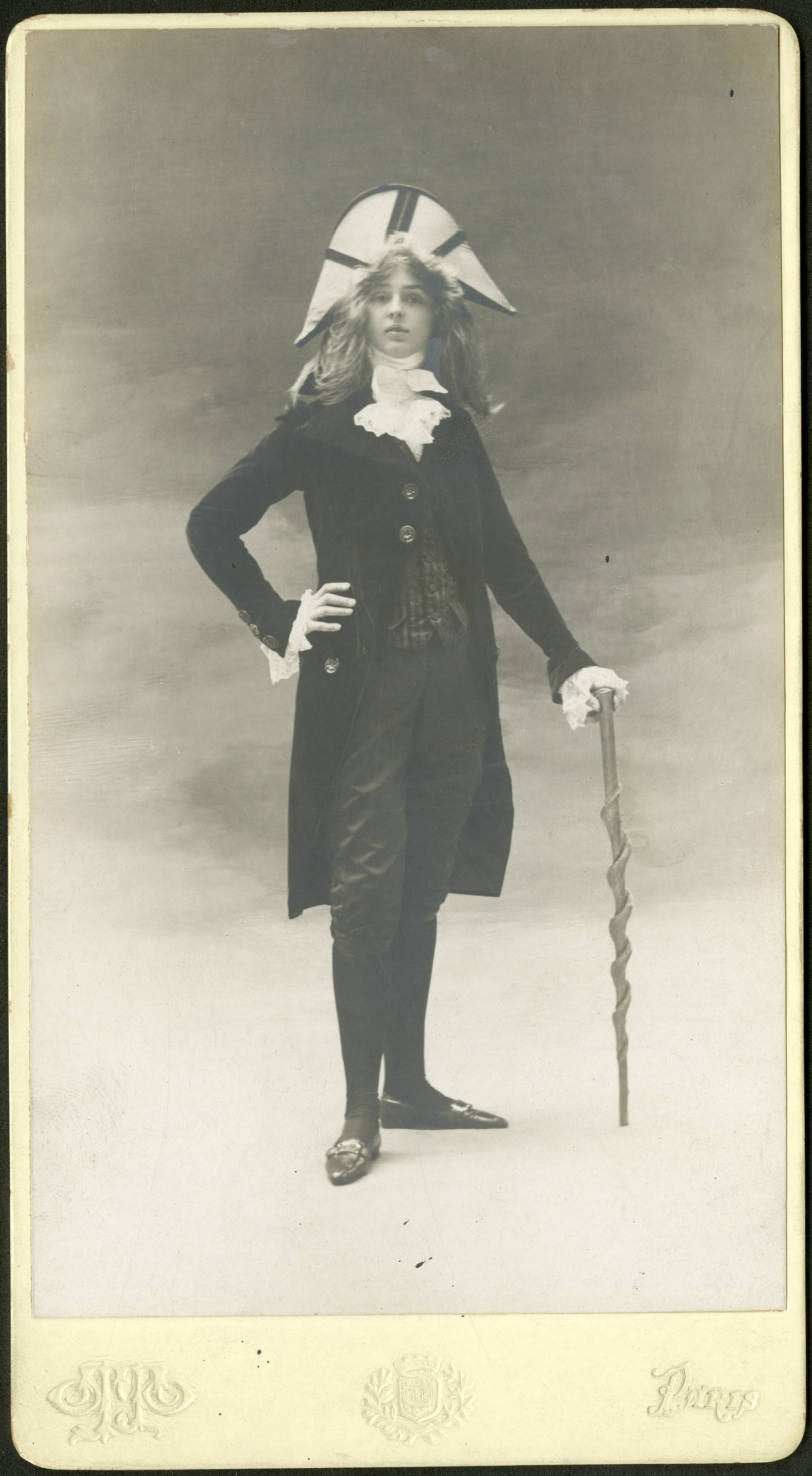
Renée Vivien vers 1900. Photographie d'Otto Wegener.

## «Sapho 1900»
Le surnom de « Sapho 1900, Sapho cent pour cent » a été donné à Renée Vivien par André Billy, dans L'Époque 1900. Les alentours de l'année 1900 connaissent une floraison d'œuvres écrites par des femmes (Renée Vivien, Colette, Anna de Noailles, Lucie Delarue-Mardrus…), dont plusieurs affichent leurs relations saphiques,. Ce phénomène met au goût du jour l'œuvre et le personnage de la poétesse Sappho. Renée Vivien en particulier fait construire une maison à Mytilène, sur l'île de Lesbos. Mais elle fait surtout paraître en 1903 un Sapho, dans lequel le texte grec est suivi d'une traduction en prose et des propres vers de Renée Vivien. Ses vers ont toutefois une qualité poétique proche de l'original : Vivien utilise la strophe sapphique avec une grande aisance. L'ouvrage de Vivien a contribué à ancrer dans le public la réputation d'une Sappho avant tout lesbienne.

## Œuvre
Au cours de sa vie, Renée publie son premier recueil sous le nom de plume « R. Vivien », nom qui devient, au fil de ses publications « René Vivien » puis enfin Renée Vivien. Prolifique, elle a été surnommée la « Muse des violettes », pour son amour de cette fleur (et de la couleur violette), dont l'obsession est une évocation de Violet Shillito, son amie d'enfance. Son premier recueil de poèmes, Études et préludes, parait en 1901. Ses vers suivants, y compris des sonnets et des hendécasyllabes, chantent les amours lesbiennes. Sa poésie, d'une nature autobiographique à peine voilée, suscite, comme les œuvres de Natalie Barney, un intérêt croissant au sein d'un public grandissant.
L'œuvre complète de Renée Vivien consiste en :
- un journal intime écrit dès 1893 ;
- douze recueils de poésie, soit plus de cinq cents poèmes ;
- deux ouvrages de traductions de poétesses grecques dont Sappho ;
- sept volumes de prose ;
- environ une dizaine de romans, signés sous ses différents pseudonymes[23] ;
- des nouvelles ;
- ses correspondances avec Colette, Natalie Clifford Barney, Kérimé Turkhan Pacha, Amédée Moullé et Jean Charles-Brun.
- un recueil de brefs contes gothiques écrit en anglais et publié à titre posthume, traduit en français depuis janvier 2018

## Hommages
Il existe un prix de poésie en son hommage, le prix Renée-Vivien, décerné annuellement pour honorer un recueil de poésie possédant des affinités thématiques avec la poétesse. De grands noms de la littérature française se sont vu remettre ce prix (Lucie Delarue-Mardrus, Marguerite Yourcenar, etc.).
Une place porte son nom à Paris : place Renée-Vivien, dans le quartier du Marais dans le 3e arrondissement de la capitale.

## Liste des œuvres
- Brumes de fjords.
- La Dame à la louve.
- Une femme m'apparut.
- Cendres et poussières.
- Le Christ, Aphrodite et M. Pépin.

- Études et préludes : recueil de poèmes, Paris, Éditions Alphonse Lemerre, 1901, 157 p.   (Wikisource) ;
- Brumes de fjords : prose poétique, Paris, Éditions Alphonse Lemerre, 1902, 122 p.   (Wikisource) — Les critiques la saluent comme le « grand poète de l’année » ;
- Cendres et poussières : recueil de poèmes, Paris, Éditions Alphonse Lemerre, 1902, 116 p.   (Wikisource) ;
- Évocations : recueil de poèmes, Paris, Éditions Alphonse Lemerre, 1903, 164 p.   (Wikisource) ;
- Sapho, recueil de traductions et d'adaptations des textes de la poétesse grecque Sappho. Lire en ligne ;
- Du vert au violet, prose poétique, première signature Renée Vivien ; Lemerre 1903. Lire en ligne ;
- Une femme m’apparut, Paris, Éditions Alphonse Lemerre, 1904, 270 p.   (Wikisource), roman autobiographique ;
- La Dame à la louve : nouvelles, Paris, Éditions Alphonse Lemerre, 1904, 224 p.   (Wikisource) — Voir l’analyse de cette œuvre dans Wikipédia. Ouvrage réédité aux éditions Gallimard en 2007 ;
- Les Kitharèdes (1904), traductions modernes de huit poétesses grecques ;
- La Vénus des aveugles (1904), recueil de poèmes ;
- Une femme m’apparut, Paris, Éditions Alphonse Lemerre, 1905, 226 p.   (Wikisource), nouvelle version de son roman autobiographique ;
- Poèmes en prose, Paris, Éditions E. Sansot et Cie, 1905-1915, 44 p.   (Wikisource) — Réunit : Les Quatre vents ; Le Cygne noir ; La Mendiante ; Le Long de l’abîme ;
- À l'heure des mains jointes (1906), recueil de poèmes. Lire en ligne ;
- Flambeaux éteints (1907), recueil de poèmes. Lire en ligne ;
- Chansons pour mon ombre (1907), anthologie poétique publiée sous le nom de Pauline M. Tarn ;
- Plusieurs proses ironiques et satiriques (1907) ;
- L'Album de Sylvestre (1908), volume d'aphorismes ;
- Sillages, Paris, Éditions E. Sansot et Cie, 1908, 189 p.   (Wikisource) ;
- Anne Boleyn (1909), biographie ;
- Anthologie de ses poèmes en prose après remaniement (1909) ;
- Œuvres intimes inédites : Le papillon de l'âme, publication posthume en 2011 ;
- Dans un coin de violettes, recueil posthume de poèmes (publié en 1910) ;
- Haillons recueil posthume de poèmes (publié en 1910).
- Le Vent des vaisseaux, Paris, Éditions E. Sansot, 1921   (Wikisource) — Recueil posthume de poèmes ;

Renée Vivien a également écrit plus de dix ouvrages sous le pseudonyme de Paule Riversdale ou en collaboration avec Hélène de Zuylen de Nyevelt de Haar.
L'œuvre poétique de Renée Vivien a été republiée dans sa quasi-intégralité chez ErosOnyx en huit volumes :
- Études et Préludes, Ondine, Cendres et Poussières, Sapho (2007), poèmes, repris en édition de poche en 2015, avant-propos, notices et postface de l'éditeur.
- Les Kitharèdes avec le texte grec (2008), poèmes, avant-propos de Marie-Jo Bonnet
- Sapho avec le texte grec (2009), poèmes, avant-propos de Yvan Quintin
- Poèmes : 1901-1910 (2009) - dix recueils en un volume -, avant-propos de Nicole G. Albert, postface de Pierre Lacroix.
- Le Langage des Fleurs (2012), poème inédit de jeunesse publié grâce au concours d'Imogen Bright, petite-nièce de Renée Vivien, qui a fourni le manuscrit original reproduit page à page en photos dans le volume, avant-propos de Nicole G. Albert.
- Netsuké, Contes chinois et japonais (2014), avant-propos de Mélanie Hawtrorne.
- L’Être double, roman (2014), avant-propos de Nicolas Berger.
- Le Cygne noir / The One Black Swan (2018), poèmes en prose, avant-propos et notes de Nicole G. Albert.

Autres rééditions :
- Une Femme m'apparut..., a cura di Patrizia Lo Verde, « I Miti Rivisitati », Collana di Testi in Edizione Critica diretta da Maria Teresa Puleio, Cuecm, 2004 (édition intégrale du roman de 1904, présentée et annotée par P. Lo Verde).
- Œuvres poétiques, 1901-1903, 2007, aux éditions Paléo (Études et préludes, Cendres et poussières)
- Du vert au violet, 2009 ; Brumes de Fjords, 2010 ; Chansons pour mon ombre, 2010, aux éditions du Livre unique avec un appareil critique de Victor Flori ;

### Correspondances
- Renée Vivien et Natalie Clifford Barney (préf. Chantal Bigot & Francesco Rapazzini), Je suis tienne irrévocablement, Paris, Bartillat, 2023, 304 p. (ISBN 978-2841007516)